# Ron Vawter
Ron Vawter (né le 9 décembre 1948, mort le 16 avril 1994) est un acteur américain, membre fondateur de la compagnie de théâtre expérimental The Wooster Group.

## Biographie
Ron Vawter naît à Latham dans la banlieue d'Albany dans l'état de New York. Il a été un des membres fondateurs de la compagnie théâtrale Wooster Group implantée à SoHo. Il s'est produit au cinéma, à la télévision et au théâtre. Atteint par le SIDA,, il joue dans le film Philadelphia aux côtés de Tom Hanks.
Il meurt d'une attaque cardiaque dans un avion entre Zurich et New York, à l'âge de 45 ans.

## Filmographie
- 1977 : Sudden Death (en) d'Eddie Romero : Businessman
- 1979 : Minus Zero de Michael Oblowitz : Freud
- 1981 : Strong Medicine de Richard Foreman : Max
- 1983 : Born in Flames de Lizzie Borden : agent du FBI
- 1983 : King Blank de Michael Oblowitz : King Blank
- 1989 : Sexe, Mensonges et Vidéo (Sex, Lies, and Videotape) de Steven Soderbergh : le thérapeute
- 1989 : La Famille Cleveland (Twister) de Michael Almereyda : homme dans le Bar
- 1989 : Les Maîtres de l'ombre (Fat Man and Little Boy) de Roland Joffé : Jamie Latrobe
- 1990 : Affaires privées (Internal Affairs) de Mike Figgis : Jaegar
- 1991 : Le Silence des agneaux (The Silence of the Lambs) de Jonathan Demme : Paul Krendler
- 1991 : The Cabinet of Dr. Ramirez de Peter Sellars : Dr Ramirez
- 1991 : Johnny Suede de Tom DiCillo : Winston
- 1992 : Swoon de Tom Kalin : State's Attorney Crowe
- 1993 : King of the Hill de Steven Soderbergh : Mr. Desot
- 1993 : Philadelphia de Jonathan Demme : Bob Seidman
- 1994 : Roy Cohn/Jack Smith de Jill Godmilow : Roy Cohn / Jack Smith
- 1994 : Fresh Kill de Shu Lea Cheang